# Rckaela Aquino
Rckaela Maree Ramos Aquino (ur. 4 lipca 1999 w Tamuning) – guamska zapaśniczka. Dwukrotna olimpijka. Zajęła czternaste miejsce w Tokio 2020 w kategorii 53 kg i w Paryżu 2024 w kategorii do 57 kg. 
Zajęła dziewiętnaste miejsce na mistrzostwach świata w 2019. Złota medalistka igrzysk mikronezyjskich w 2018. Pięciokrotna medalistka mistrzostw Oceanii w latach 2017 - 2024 roku.